# Ley de Amnistía en Venezuela
La Ley de Amnistía (formalmente, la Ley de amnistía y de reconocimiento de todas las garantías de reinserción democrática para los funcionarios civiles y militares que colaboren en la restitución del orden constitucional en Venezuela) es una norma jurídica con rango de ley promulgada en Venezuela el 25 de enero de 2019, entrando en vigor de manera inmediata desde su publicación.
Incluía la amnistía de civiles, militares y demás funcionarios identificados como presos, perseguidos y exiliados políticos por hechos cometidos desde el 1 de enero de 1999 hasta la entrada en vigencia de la Ley, además de un amplio espectro de delitos que incluían actos políticos como la rebelión y la sedición. Su objetivo era eliminar algunos efectos jurídicos que pudieran hacer peligrar la consolidación del nuevo régimen democrático.

## Contexto y antecedentes
Tras la crisis presidencial de Venezuela en 2019 cuando el entonces presidente de la Asamblea Nacional, Juan Guaidó se juramentara como presidente de Venezuela, se inició en Venezuela un proceso de transición encaminado al restablecimiento de la Democracia como estatus político. Uno de los asuntos más espinosos en este proceso era la reconciliación entre los dos bandos enfrentados en este proceso, así como el perdón por los graves delitos cometidos antes, durante y después del conflicto en el restablecimiento del orden constitucional. Dentro de la Ley de Transición, la amnistía de 2019 representaba la renuncia del estado al ejercicio del ius puniendi, o ejercer la coacción penal sobre quienes vulneraron bienes jurídicos básicos, así como la liberación de diversos presos políticos y el regreso de exiliados que aún se encontraban fuera de Venezuela por razones ideológicas. Se propugnaba que a través de este proceso el país se encontraría en condiciones de ratificar una nueva constitución.
La ley se basa en el cumplimiento del artículo 333 de la Constitución de Venezuela de 1999, la cual dicta que en caso de ser rechazada la constitución por el poder ejecutivo, todo ciudadano investido o no de autoridad, tendrá el deber de colaborar con el restablecimiento de su efectiva vigencia.

### Ley de Amnistía de 2016

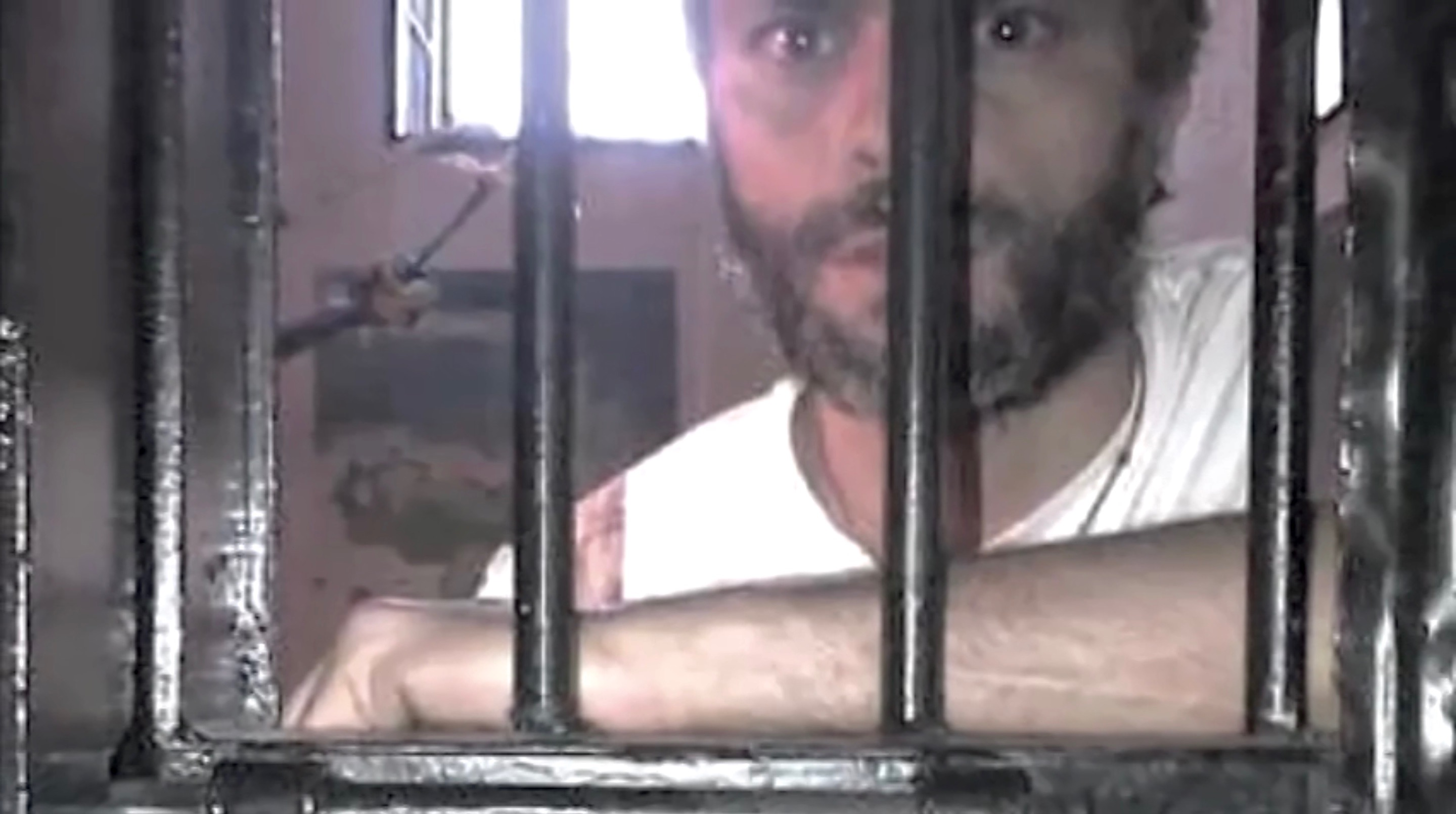
Leopoldo López es uno de los presos que buscaban ser liberados con la ley de 2016.

La Ley de Amnistía tuvo un precedente cuando el 29 de marzo de 2016 se proclamó la Ley de Amnistía y Reconciliación Nacional por la IV Legislatura de la Asamblea Nacional de Venezuela presidida en ese entonces por Henry Ramos Allup y que ofrecía una amnistía parcial para algunos presos encarcelados por motivos políticos. Sin embargo, esta ley nunca salió en Gaceta Nacional puesto que el Tribunal Supremo de Justicia la declaró inconstitucional, luego de que el entonces presidente Nicolás Maduro declarase lo siguiente:

Tengan la seguridad que esa ley por aquí, no pasa [...] leyes para amparar terroristas y criminales, no pasarán por aquí. [...] en Venezuela no hay presos políticos sino, políticos presos.
Nicolás Maduro

Esta Ley constaba de 29 artículos y se basaba en el artículo 29 de la Constitución de Venezuela de 1999, donde quedaban exceptuados de la amnistía otorgada por la Ley los crímenes de guerra, el genocidio y los crímenes de lesa humanidad, según lo establecido en el Estatuto de Roma de la Corte Penal Internacional.

## Redacción
La redacción del texto corrió a cargo de una comisión compuesta por diputados de la IV Legislatura de la Asamblea Nacional de Venezuela.

## Texto
La ley está vertebrada en torno a sus dos primeros artículos, que son los siguientes:

Artículo primero.
Se decreta la amnistía para todos los civiles, militares y demás funcionarios identificados como presos, perseguidos y exiliados políticos por hechos cometidos desde el 1 de enero de 1999 hasta la entrada en vigencia de la presente ley. Así mismo, se establecerá estas y otras garantías a aquellas personas civiles y militares que contribuyan a la defensa de la Constitución como deber establecido en los artículos 333 y 350 de la Constitución de la República bolivariana de Venezuela.
Artículo segundo
A los efectos establecidos en el artículo anterior, con la amnistía se produce la extinción de la responsabilidad civil, penal, administrativa, disciplinaria, o tributaria, mediante la finalización definitiva de las investigaciones, procesos, procedimientos, penas o sanciones y de todos sus efectos que se han producido en general desde el 1 de enero de 1999 hasta la entrada en vigencia de la presente ley. Así mismo, se establecerá estas y otras garantías a aquellas personas civiles y militares que contribuyan a la defensa de la Constitución como deber establecido en los artículos 333 y 350 de la Constitución de la República bolivariana de Venezuela.

## Reacciones
La ONG Foro Penal indicó que la ley no puede favorecer a aquellas personas que cometieron violaciones de derechos humanos y que no se puede conceder la amnistía a quienes incurrieron en crímenes de guerra o de lesa humanidad, aclarando la diferencia entre la amnistía y el otorgamiento de beneficios procesales como parte de una transición y creación un Consejo de Respeto de Derechos Humanos y la Democracia.
La madre del activista por los derechos humanos Lorent Saleh expresó vía Twitter:

Soy la madre de Lorent Saleh un ex secuestrado político por más de 4 años a quien violaron todos sus Derechos Humanos. En el 2016 pedí Ley de Amnistía junto a la Asamblea Nacional. Hoy apoyo la Ley de Amnistía para los funcionarios del SEBIN que se opongan a obedecer a la dictadura.[cita requerida]
Yamile Saleh Rojas

Mientras que Lorent expresó su emoción por esta Ley e invitó a compartirla con funcionarios para que «se sumasen a la transición democrática».[cita requerida]
El 27 de enero de 2019 la cónsul primera de Venezuela en Miami Scarlet Salazar reconoció a Juan Guaidó como presidente encargado de Venezuela y además se apegó a esta Ley.
El 27 de enero de 2019 Juan Guaidó invitó a los ciudadanos a entregar la Ley en todos los cuarteles militares del país. Ese mismo día grupos de ciudadanos salieron a entregar copias de la Ley a los uniformados.
El Ministro de la Defensa Vladimir Padrino López junto al Alto Mando Militar del gobierno de Nicolás Maduro expresaron su rotundo rechazo a esta ley quienes desestimaron el impacto de la Ley para que los miembros de las Fuerzas Armadas cedieran a las presiones de la Asamblea Nacional y Juan Guaidó y así se acogieran a la Ley si retiraban el respaldo a Nicolás Maduro.